# ラマー・トロッティ
ラマー・ジェファーソン・トロッティ（英語: Lamar Jefferson Trotti, 1900年10月18日 - 1952年8月28日）は、アメリカ合衆国の脚本家、映画プロデューサーである。

## 生い立ち
ジョージア州アトランタで生まれる。アセンズのジョージア大学（UGA）のHenry W. Grady College of Journalism and Mass Communicationの卒業生であり、1921年に報道の学士号を取得した。UGA時代は学生新聞『The Red and Black』の編集者を務めていた。

## キャリア
映画誌の編集者を務めた後、1933年からフォックス・フィルム・コーポレーション（のちの20世紀フォックス）に入社した。
『ウィルソン』（1944年）によりアカデミー脚本賞を受賞した。

## 主なフィルモグラフィ
- The Man Who Dared (1933) 脚本
- プリースト判事 Judge Priest (1934) 脚本
- 周遊する蒸気船 Steamboat Round the Bend (1935) 脚本
- Can This Be Dixie? (1937) 脚本・原案
- シカゴ In Old Chicago (1937) 脚本
- 世紀の楽団 Alexander's Ragtime Band (1938) 脚本
- 若き日のリンカン Young Mr. Lincoln (1939) 脚本
- モホークの太鼓 Drums Along the Mohawk (1939) 脚本
- 運命の饗宴 Tales of Manhattan (1942) 脚本
- 牛泥棒 The Ox-Bow Incident (1943) 脚本・製作
- 剃刀の刃 The Razor's Edge (1946) 脚本
- Colonel Effingham's Raid (1946) 脚本
- 征服への道 Captain from Castile (1947) 脚本・製作
- When My Baby Smiles at Me (1948) 脚本
- 廃墟の群盗 Yellow Sky (1948) 脚本・製作
- 一ダースなら安くなる Cheaper by the Dozen (1950) 脚本・製作
- わが心に歌えば With a Song in My Heart (1952) 脚本・製作
- ショウほど素敵な商売はない There's No Business Like Show Business (1954) 原案

## 受賞とノミネート
| 賞           | 年     | 部門   | 作品名                         | 結果       |
| ------------ | ------ | ------ | ------------------------------ | ---------- |
| アカデミー賞 | 1939年 | 原案賞 | 『若き日のリンカン』           | ノミネート |
| アカデミー賞 | 1944年 | 脚本賞 | 『ウィルソン』                 | 受賞       |
| アカデミー賞 | 1954年 | 原案賞 | 『ショウほど素敵な商売はない』 | ノミネート |